# Guide Rock
Guide Rock est un village du comté de Webster, dans l'État du Nebraska, aux États-Unis. En 2020, il comptait une population de 199 habitants.